# Audiofeedback

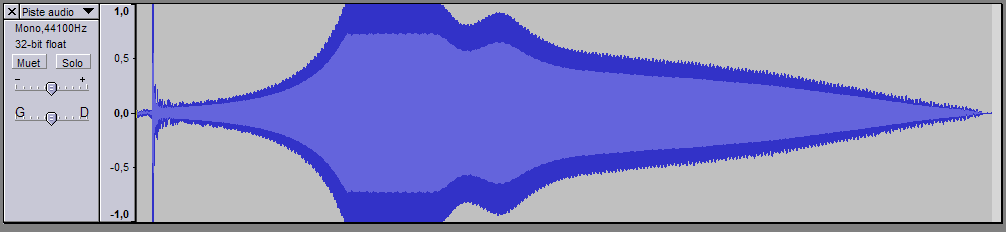
Grafische weergave van het geluidssignaal van audiofeedback

Audiofeedback (ook wel rondzingen genoemd, of het larsen-effect, naar de Deense wetenschapper Søren Larsen) is een vorm van positieve feedback ofwel meekoppeling en treedt op bij elektrisch versterkte muziekinstrumenten of microfoons die in verbinding staan met een versterker onder een te hoge geluidsdruk. Het uitkomende geluid van de versterker wordt opgevangen door de bron, die dit signaal weer doorstuurt naar de versterker etc. Het gevolg is dan een fluittoon waarvan het volume uiteindelijk alleen beperkt wordt door het vermogen van de apparatuur.
Rondzingen komt ook voor als een telefoongesprek door de radio wordt uitgezonden. Het verschijnsel was berucht in het KRO-programma Raden maar, waarbij de radiopresentator een luisteraar opbelde. De luisteraar zat met de hele familie om het radiotoestel. De presentator moest de luisteraar dan vragen de radio zachter te zetten.

## Uitleg
Audiofeedback kan op iedere frequentie optreden die door de hele audioketen (omgeving - microfoon - versterker - luidspreker) wordt ondersteund. De frequentie van de fluittoon wordt bepaald door de frequentie die in de hele keten de grootste versterking heeft. Van invloed zijn dus de akoestiek van de omgeving, de frequentiekarakteristiek van de microfoon, die van de versterker en die van de luidspreker.
Bij audiofeedback van overstuurde gitaren treedt dezelfde werking op als bij overblazen. De energie van de luchttrilling, veroorzaakt door de staande golf, is in staat om bij toenemend geluidsvolume over te slaan op een boventoon die een rang hoger ligt in de natuurtonenreeks. In de elektroakoestische muziek en noiserock wordt veelvuldig van dit verschijnsel gebruikgemaakt. Lou Reed maakte Metal Machine Music met deze extended technique om via een gitaar het geluid van een blaasinstrument na te bootsen.
Er zijn twee vormen van audiofeedback bij gitaarpick-ups. Een is de boven beschrevene en de ander is de zogenaamde microfonische feedback, die niets met de snaren te maken heeft, maar volgt uit de resonantie elementspoelen waarvan de wikkelingen (soms door ouderdom) niet strak genoeg zijn en door het geluid in beweging komen in de pick-up. Om dit effect tegen te gaan worden pick-ups in gesmolten was gedompeld. Deze techniek heet dippen, pick-up potting of wax potting. Wax potting heeft wel enige invloed op de klankeigenschappen van de elementen. Er kan overigens ook magnetische feedback optreden wanneer een gitaarelement in het magnetisch veld van de spreekspoel van een luidspreker komt of wanneer de elektrische gitaar of bas via een ringleiding wordt uitversterkt.
Men spreekt van circuit bending als de feedback in een systeem intern gebeurt en niet via de lucht.
In de tijd van de vinylplaten was audiofeedback berucht; een te hoge geluidsdruk (vanuit de luidsprekers) deed de draaitafel of het pick-upelement bij lage frequenties resoneren waardoor de geluidsreproductie geheel uit de hand liep.

## Rock
De techniek is in de rockmuziek in de studio voor het eerst toegepast bij het nummer I Feel Fine van The Beatles (de lange basgitaar-noot waarmee de track opent), later zouden The Who maar vooral Jimi Hendrix er veel gebruik van maken. Live gebeurde dat al veel eerder, vaak doordat de gitarist te dicht bij zijn versterker stond.
In de jaren tachtig maakten Amerikaanse groepen als Sonic Youth, Thin White Rope en Dinosaur Jr. intensief gebruik van deze extended technique die later gemeengoed werd in stijlen als noiserock en grunge. In Engeland was vooral het werk van My Bloody Valentine baanbrekend en van grote invloed.

## Middelen om audiofeedback te voorkomen
- De eenvoudigste manieren om rondzingen te voorkomen zijn: de microfoon niet in de buurt van de luidspreker houden, de luidspreker niet op de microfoon richten en het volume van de luidspreker lager zetten.
- Er is specifieke apparatuur om audiofeedback tegen te gaan maar de meest gebruikte manier is de kritieke toon wegfilteren. Dit wordt gedaan met een equalizer: de frequentie waarop rondzingen optreedt wordt zo veel verzwakt dat de rondgaande versterking kleiner wordt dan 1. Dit kan echter alleen met een vaste opstelling: als de afstand tussen microfoon en luidspreker verandert, zal de toonhoogte van het rondzingen ook veranderen. Equalizers die louter voor het wegfilteren van feedbackfrequenties zijn ontworpen worden notch filters genoemd.
- De feedbackdestroyer is een specifiek apparaat dat beginnend rondzingen opspoort en verwijdert. Gezien de kostprijs van dit apparaat wordt het minder gebruikt dan de equalizer.
- Een andere methode is met een superheterodyne schakeling de frequentie van het geluid iets te veranderen. Een geringe frequentieverandering wordt door het menselijke oor niet opgemerkt, vooral niet als de installatie alleen voor spraak wordt gebruikt.
- Specifiek bij microfoons (bijvoorbeeld op een podium) kan audiofeedback voorkomen worden door gerichte microfoons te gebruiken.
- Toen in de late jaren 1960 de eerste festivals en stadionconcerten met flinke partijen luidsprekers op het podium plaatsvonden werd feedback soms opgelost door twee microfoons (met podiumplakband[bron?]) aan elkaar te bevestigen en in tegenfase te gebruiken. Het zanggeluid van de vocalist werd in de eerste microfoon veel sterker opgepakt doordat die microfoon dichterbij diens mond was. Omgevingsgeluid (waaronder dat van de luidsprekers) kwam wel vrijwel even hard in beide microfoons terecht en werd door de tegenfase opgeheven. Op deze akoestische wijze werd het rondzingen voorkomen. Deze techniek is onder meer zichtbaar in concertregistraties van The Rolling Stones in Hyde Park (1969) en Genesis in de Bataclan (1973).